# KZ-Außenlagerkomplex Kaufering

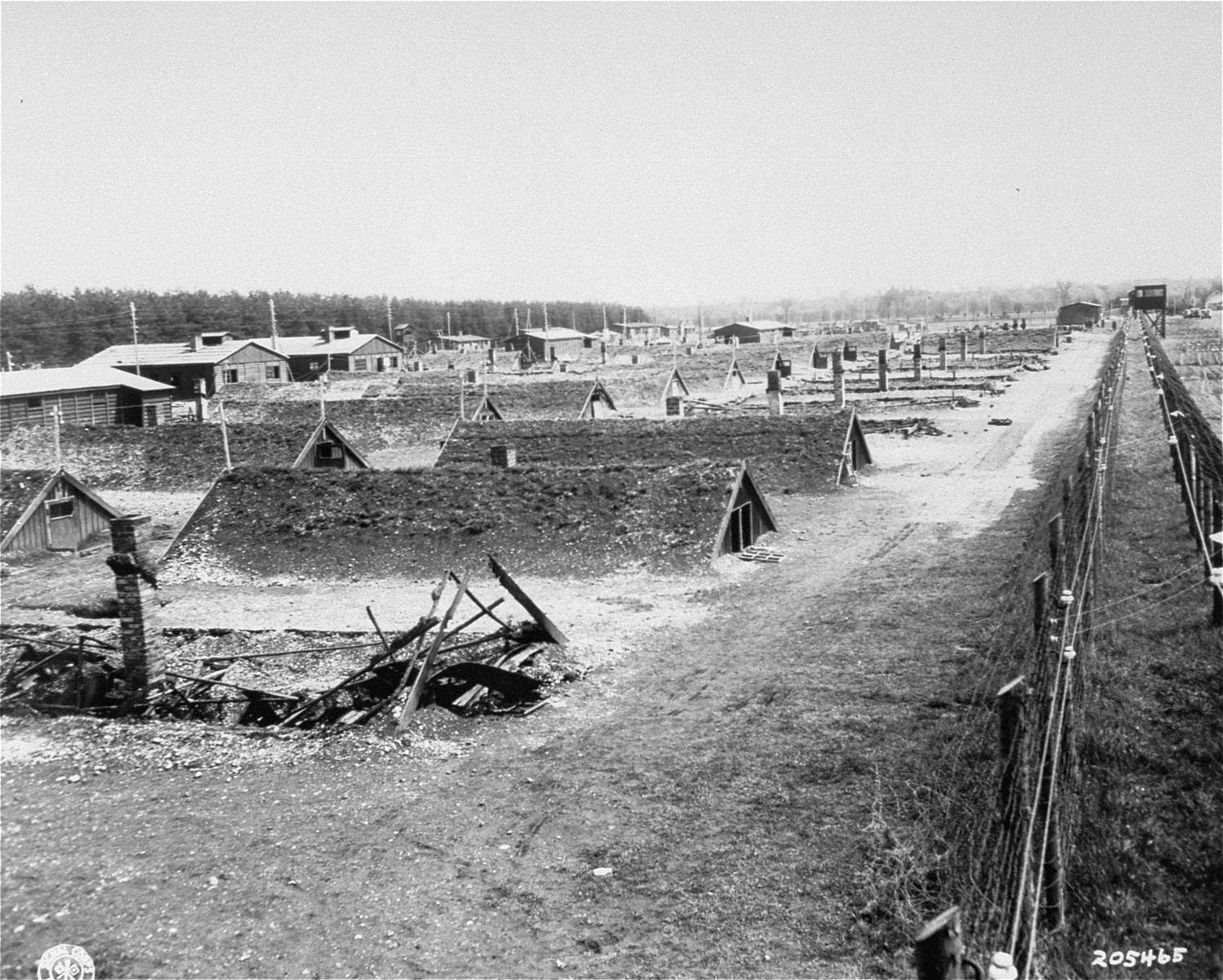
Erdbaracken Kaufering IV – Hurlach. (Aufnahme vom 28. April 1945 nach der Befreiung durch die US-Armee)

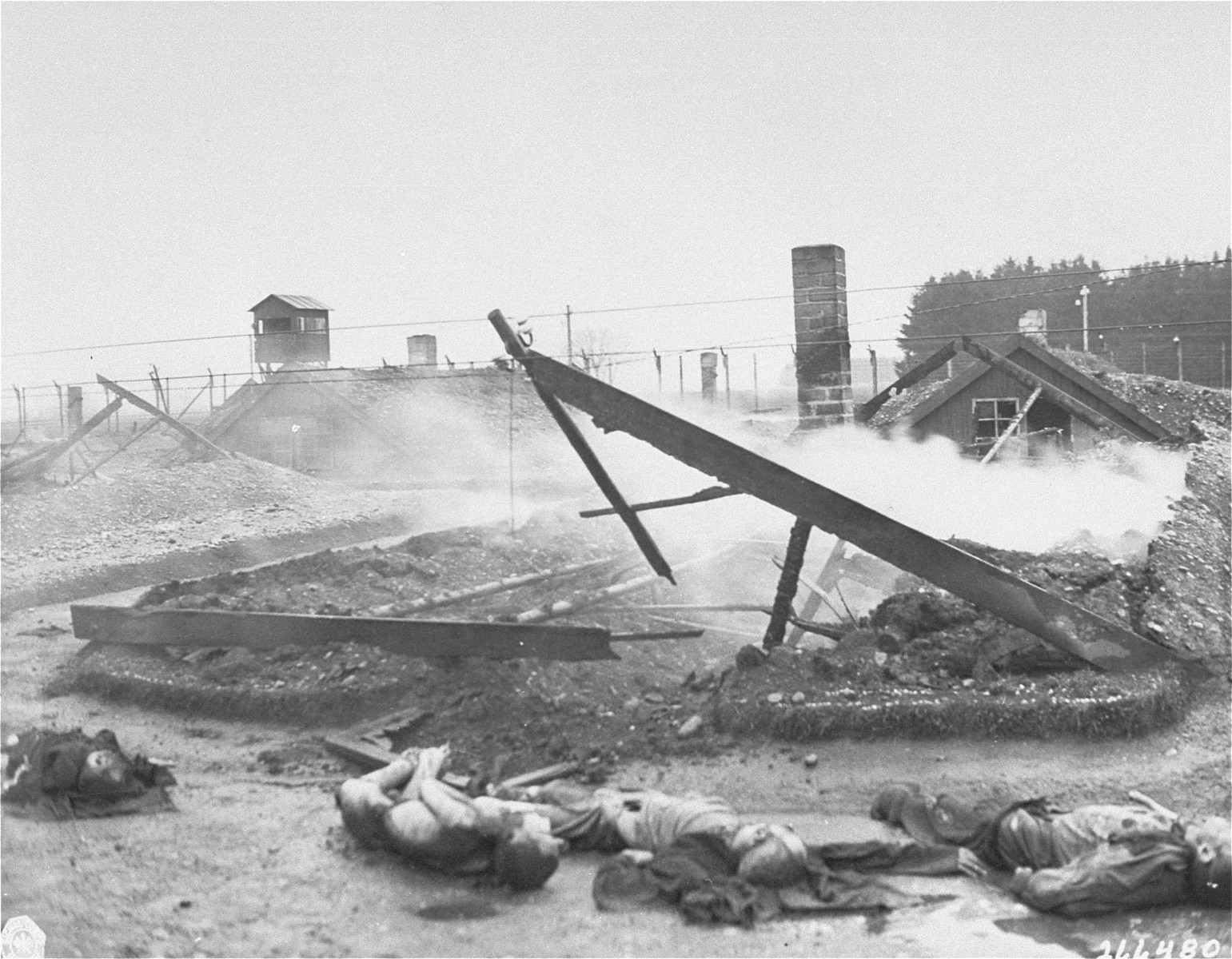
Leichen ermordeter jüdischer KZ-Zwangsarbeiter liegen auf der Straße vor den schwelenden Ruinen von Baracken, die von der SS bei der Evakuierung von Hurlach (KZ-Außenlager Kaufering IV – Hurlach) dem Erdboden gleichgemacht wurden. (Foto 28. April 1945. National Archives and Records Administration, College Park)

Der KZ-Außenlagerkomplex Kaufering, auch kurz KZ Kaufering genannt, war vom 18. Juni 1944 bis Ende April 1945 der größte Komplex der 169 Außenlager des Konzentrationslagers Dachau bei München, mit den elf zugeordneten KZ-Außenlagern I bis XI um Landsberg und Kaufering.
Im Auftrag der Luftrüstungs-Leitung Jägerstab sollten unter der örtlichen Oberbauleitung Ringeltaube im Rahmen der U-Verlagerung drei halbunterirdische Bunker für die Flugzeugproduktion des Düsenstrahljägers Messerschmitt Me 262 im Frauenwald in Landsberg entstehen, jeweils 240 Meter lang, 83 Meter breit und 25 Meter hoch, bei einer Deckenstärke von drei Metern. Ab dem 18. Juni 1944 wurden zunächst Juden aus Litauen und Ungarn aus dem KZ Auschwitz überstellt und zum Bau gezwungen. Bald überstellte die SS viele weitere jüdische Häftlinge, die die Vernichtung bis dahin überlebt hatten.

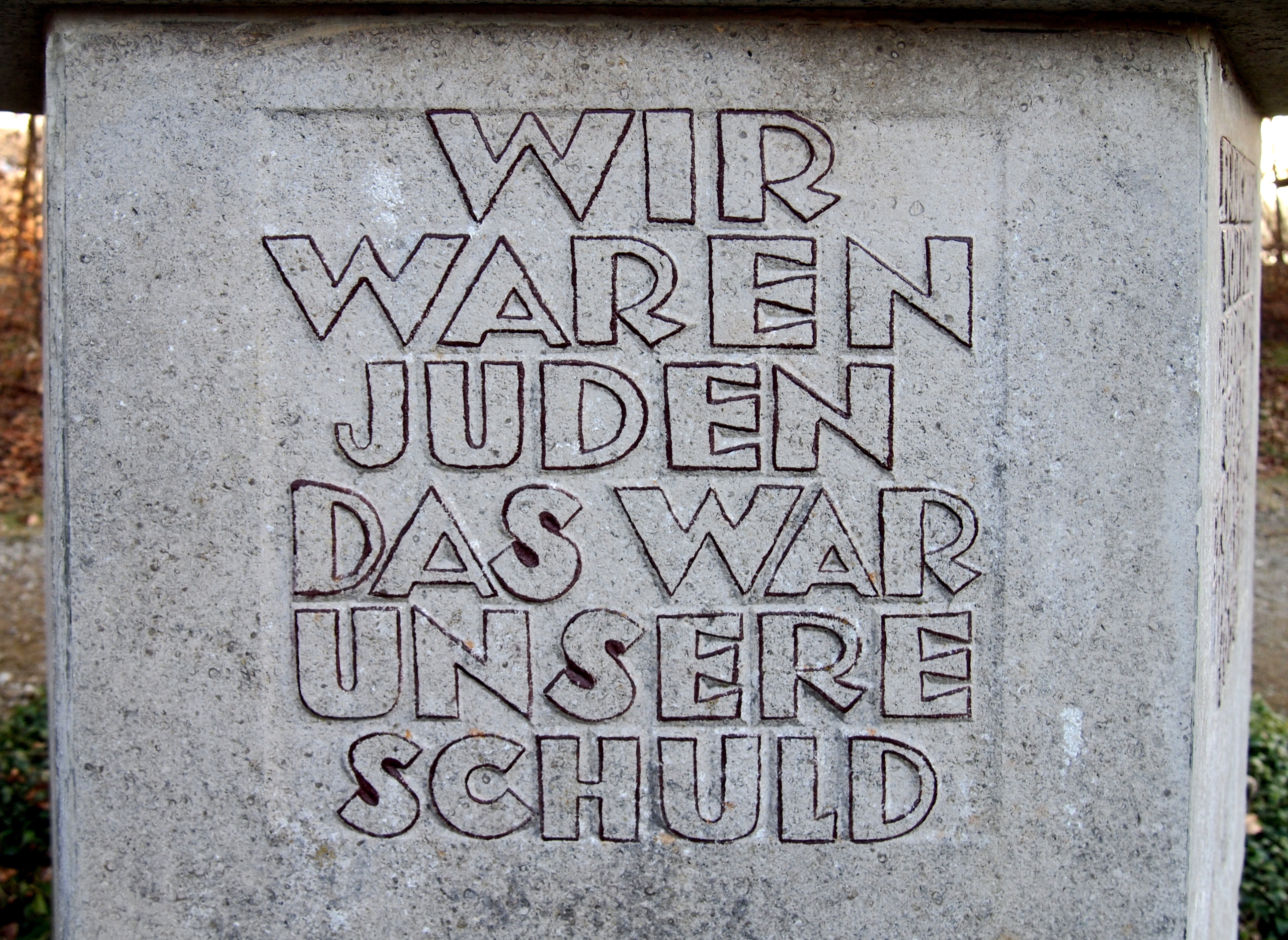
Wir waren Juden – das war unsere Schuld, KZ-Außenlager Kaufering VIII – Seestall (Foto: 2014)

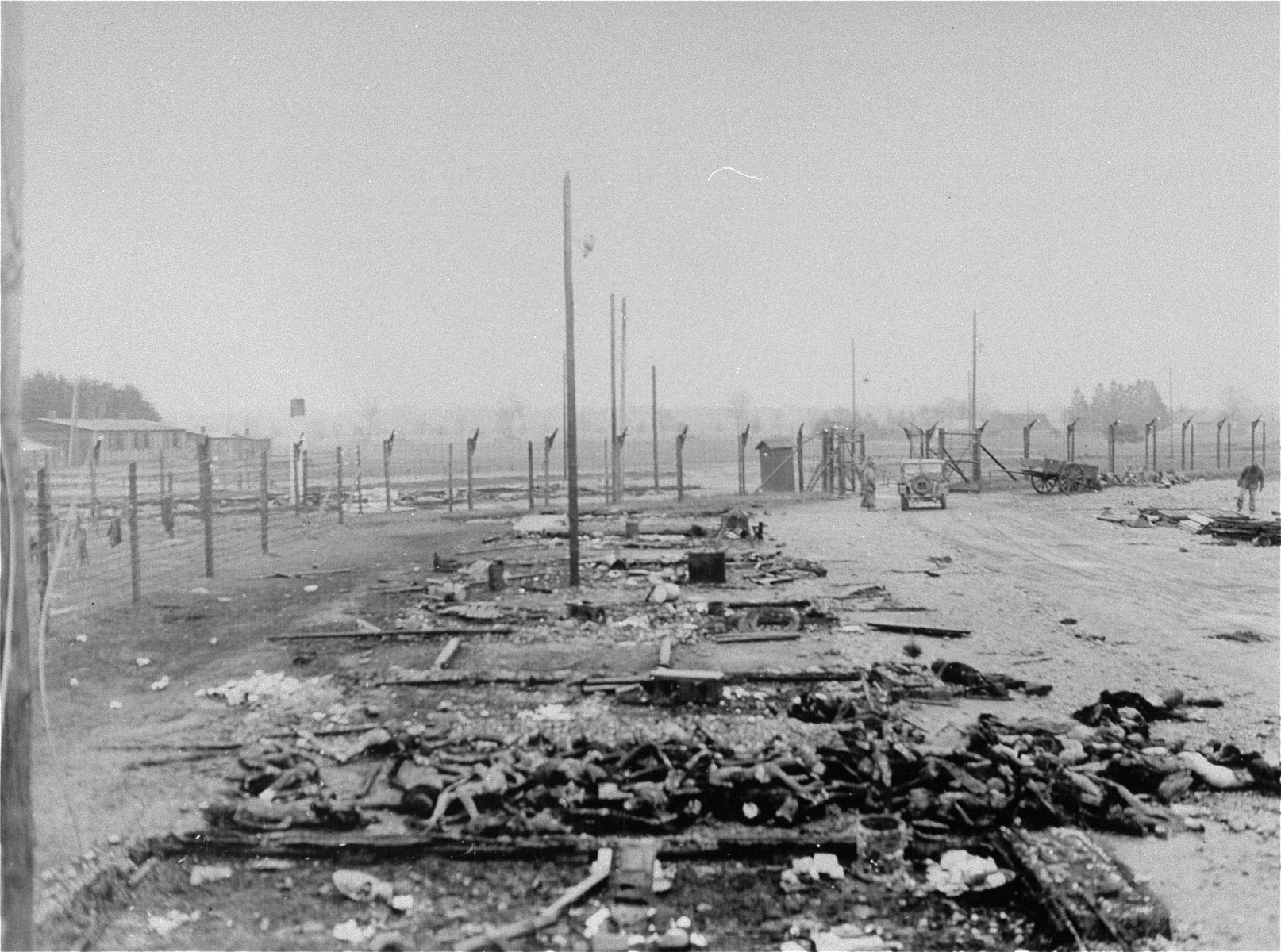
Niedergebrannte Hütten im KZ-Außenlager Kaufering IV – Hurlach. (Foto: Edward C. Newell, 27./28. April 1945. United States Holocaust Memorial Museum)

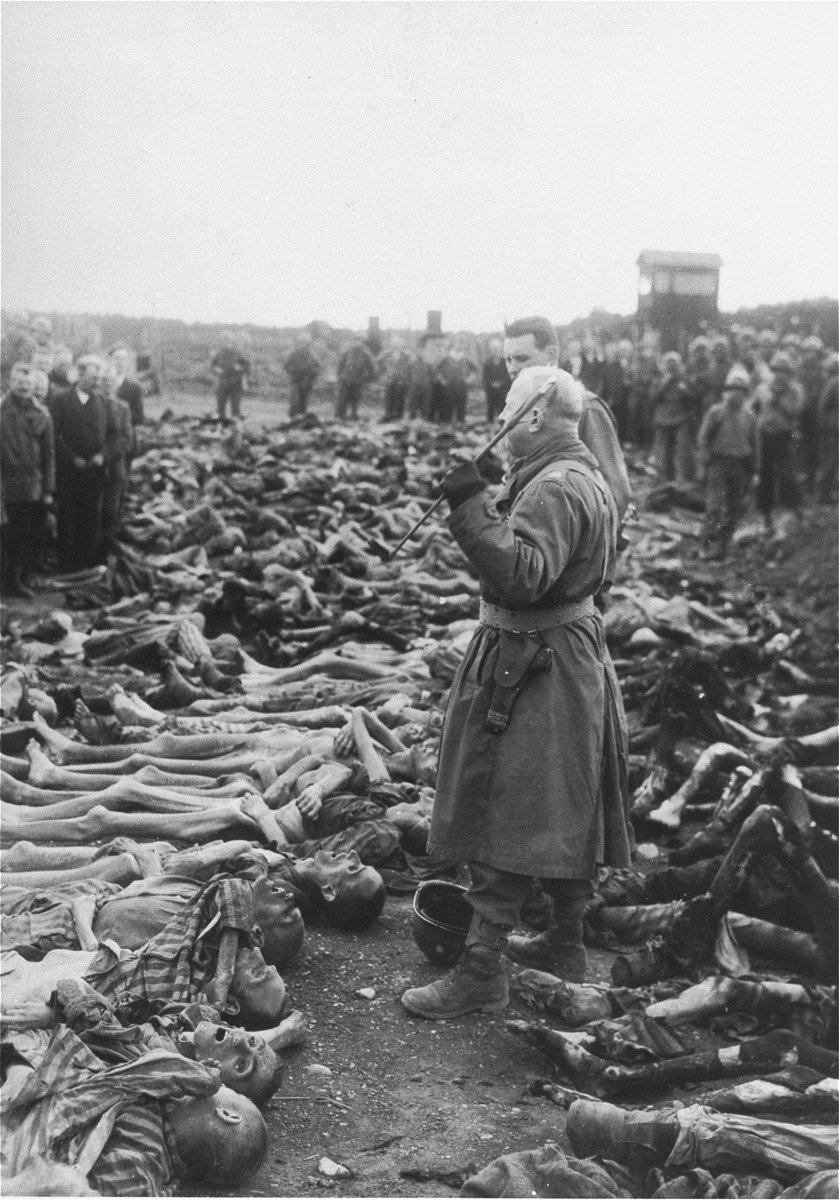
Colonel Seillers von der 12. US-Panzerdivision hält mit Dolmetscher eine Rede vor deutschen Zivilisten, die in Hurlach versammelt sind (KZ-Außenlager Kaufering IV – Hurlach). (29. April 1945. United States Holocaust Memorial Museum)

Bis Ende April 1945 waren etwa 30.000 Gefangene in den Lagern eingesetzt worden, unter ihnen 4200 Frauen und 850 Kinder. Die meisten mussten in primitivsten Erdhütten schlafen. In nur zehn Monaten kamen nach Schätzungen aus früher Nachkriegszeit mindestens 14.500 Häftlinge durch Hunger, Seuchen, Erschöpfung gemäß „Vernichtung durch Arbeit“, Hinrichtungen, Überstellung nach Auschwitz-Birkenau sowie Todesmärschen ums Leben. Die Toten wurden in Massengräbern verscharrt. Nach dem Krieg wurden an den aufgefundenen Orten KZ-Friedhöfe angelegt.
2021 gab es vor Ort kaum noch Spuren, einige der Lager wurden mit Industriegebäuden (I), Wohnhäusern (V, X) oder Kleingartensiedlungen (III) überbaut, andere als Kiesgrube genutzt (IV, IX), später als Baggersee zur sommerlichen Erholung (IX). Lediglich ein Teil des Lagers Kaufering VII ist bis heute aufgrund der Initiative von Anton Posset und der Bürgervereinigung Landsberg im 20. Jahrhundert als Erinnerungs- und Gedenkort erhalten geblieben. In der Prager Holocaustgedenkstätte Pinkas-Synagoge hingegen steht der KZ-Außenlagerkomplex Kaufering in einer Reihe mit den Vernichtungslagern Maly Trostinec und Treblinka.

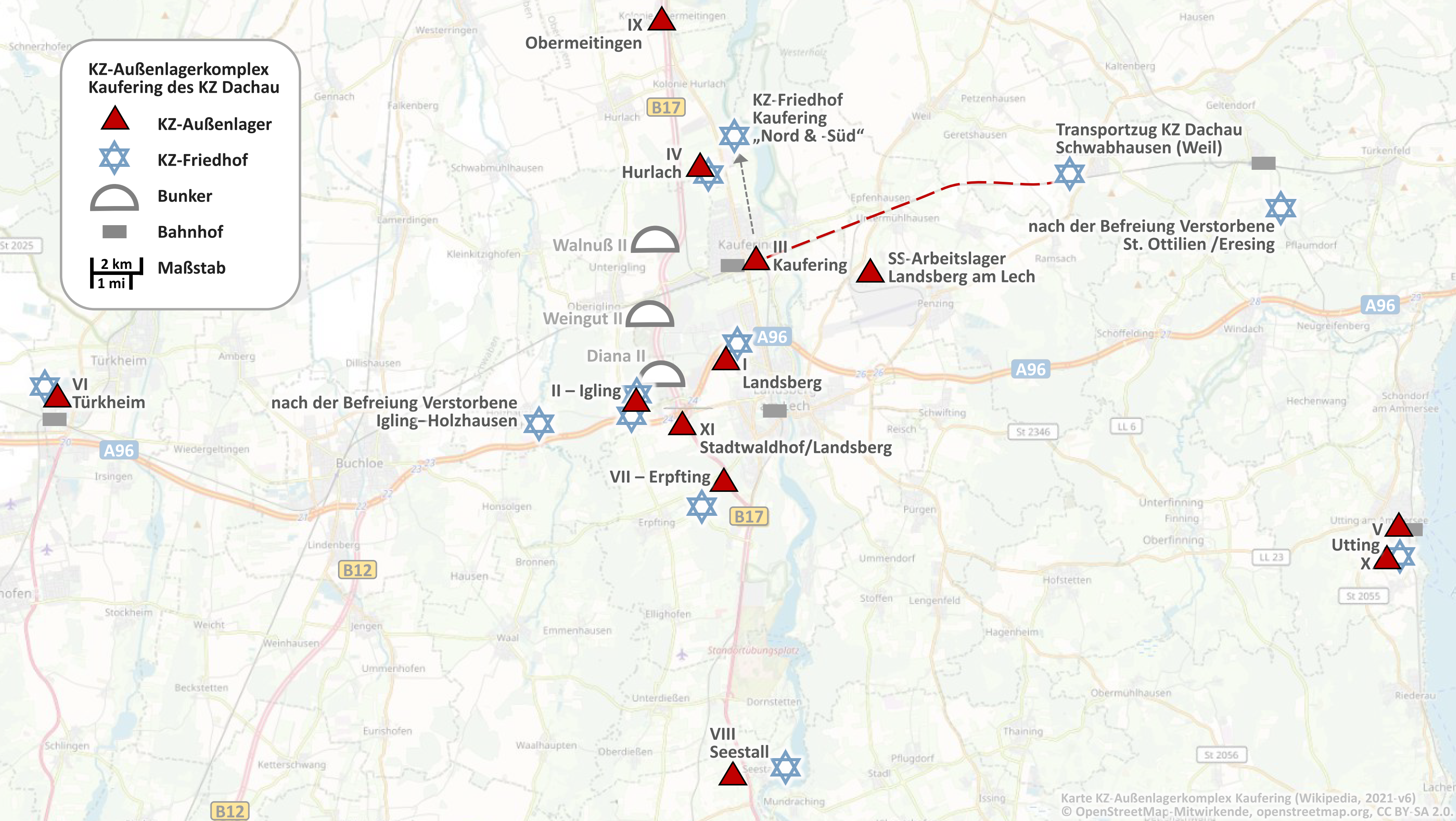
Alle Standorte des KZ-Außenlagerkomplexes Kaufering, mit KZ-Friedhöfen. (Detail-Karte, freie Verwendung CC BY-SA 2.0)

## KZ-Außenlagerkomplex Kaufering
Im Rahmen des Luftrüstungsprojekts des Jägerstabs unter der Oberbauleitung Ringeltaube sollten drei gigantische halbunterirdische Bunker für die Flugzeugproduktion des Düsenstrahljägers Messerschmitt Me 262 im Frauenwald in Landsberg entstehen, unter den Tarnnamen „Weingut II“, „Diana II“, und „Walnuss II“. Kaufering war der nächstgelegene Bahnhof an der Hauptstrecke München–Buchloe. Weitere drei Bunker sollten durch den KZ-Außenlagerkomplex Mühldorf gebaut werden.
Ab dem 18. Juni 1944 wurden litauische und ungarische Juden aus dem KZ Auschwitz in das erste Lager Kaufering I (später umbenannt in Kaufering III) überstellt und zu Bunkerbauarbeiten gezwungen. Ab Mitte 1944 wurden bis dahin Überlebende des Ghettos und Kinderkonzentrationslagers Litzmannstadt wie auch des KZ Kauen und seines KZ-Außenlagers Schaulen in den Lagerkomplex Kaufering überstellt, zum Teil über kurze Zwischenstationen im KZ Stutthof und KZ Dachau. So waren später viele andere Nationalitäten vertreten, aus Polen, den baltischen Staaten, Rumänien, Griechenland, Italien, Frankreich, Spanien, als auch viele Frauen aus Ungarn. Allein der als Schreiber eingesetzte internierte Priester Jules Jost zählte vom 18. Juni 1944 bis 9. März 1945 insgesamt 28.838 Gefangene, es trafen auch danach weitere Transporte mit Häftlingen ein. Bis Ende Oktober 1944 wurde, wer nicht mehr arbeiten konnte, zurück nach Auschwitz in die Gaskammern geschickt. Der letzte Transport nach Auschwitz fand am 25. Oktober 1944 statt. Es wurden 1020 Häftlinge aus den Lagern I, II, III, IV und VII geschickt. Ab November 1944 (die Gaskammern waren demontiert) starben die Häftlinge im Lager. Die meisten (Typhus) kranken Häftlinge wurden ins sog. „Krankenlager“ KZ-Außenlager Kaufering IV – Hurlach geschickt. Die Leichen wurden in der Umgebung in Massengräbern vergraben. In nur zehn Monaten kamen nach Schätzungen aus früher Nachkriegszeit mindestens 14.500 Häftlinge durch Hunger, Seuchen, Hinrichtungen, Überstellung zur Vergasung im KZ Auschwitz-Birkenau sowie Todesmärschen ums Leben. Allein im September und Oktober 1944 wurden mehr als 1300 Häftlinge nach Auschwitz deportiert und ermordet.
| Kurzüberblick – KZ-Außenlagerkomplex Kaufering · Karte mit allen Koordinaten des Abschnitts KZ-Außenlagerkomplex Kaufering: OSM | Kurzüberblick – KZ-Außenlagerkomplex Kaufering · Karte mit allen Koordinaten des Abschnitts KZ-Außenlagerkomplex Kaufering: OSM | Kurzüberblick – KZ-Außenlagerkomplex Kaufering · Karte mit allen Koordinaten des Abschnitts KZ-Außenlagerkomplex Kaufering: OSM |
| Elf KZ-Außenlager Kaufering… | Zeitraum, Umfang, Einsatz, Rahmenbedingungen, Besonderheiten | Ort Anschrift |
| --- | --- | --- |
| I – Landsberg SS-Kommandantur Lagerkomplex Kaufering I–XI                                                                       | Geplant erst ab 22. Juni 1944, bis zu 3000–5000 Männer. Leonhard Moll Eisenbahn- und Betonbau, Geiger Wasser- und Kanalbau, für Bunker-Baustelle Weingut II. Ab 1. August 1944, 200 Frauen für Feldarbeit und Dynamit AG. Ab September 1944 wurde es zum Hauptlager I mit SS-Kommandantur. Ab Oktober 1944 wurde das überbelegte Lager durch Errichtung des KZ-Außenlager Kaufering XI – Landsberg-Stadtwaldhof entlastet. Am 14. April 1945 waren 2770 Häftlinge in diesem Lager. Mit Industriegebiet überbaut. Vor Ort keine Spuren oder Zeichen der Erinnerung. | Landsberg am Lech Robert-Bosch-Str., v. a. bis Max-Planck-Str., Rudolf-Diesel-Str., Daimlerstr. 48° 3′ 41,7″ N, 10° 51′ 15,8″ O |
| II – Igling | Ab 24. August 1944, Lager westlich und für Bunker-Baustelle Diana II. Zunächst 1200 Männer. Am 14. April 1945 wurde dieses Lager nicht mehr erwähnt. Nutzung des ehemaligen Lager-Geländes für landwirtschaftliche Zwecke. | Igling, Stoffersberg 48° 2′ 59,8″ N, 10° 49′ 22,5″ O                                                                            |
| III – Kaufering (zu Beginn „I“, dann „III“)                                                                                     | Ab 18. Juni 1944, Leonhard Moll Eisenbahn- und Betonbau für Bunker-Baustelle Weingut II, Gleistrassenbau und Errichtung des Lager II – Igling sowie des Lagers Landsberg. Überwiegend aus Ungarn kamen die 2000 Männer und 339 Frauen. In der Gleiskurve Kaufering Bahnhof, auch nachts gut beleuchtet, von Bahnreisenden auf der Strecke gut zu sehen. Mit Kleingartenanlage überbaut. Bodenplatte der Lagerküche ist erhalten. | Kaufering 48° 4′ 54,5″ N, 10° 51′ 53,9″ O                                                                                       |
| IV – Hurlach | Ab September 1944, Leonhard Moll Eisenbahn- und Betonbau, Firma Holten, 3000 Männer. Ab Jahreswechsel 1944/45 „Sterbelager“ mit über 3000 Kranken im April 1945. Ab 1990er als Kiesgrube genutzt. Fundamentreste der früheren SS-Wachmannschaftsgebäude sind erhalten. | Kolonie Hurlach 48° 6′ 11,5″ N, 10° 50′ 39,2″ O                                                                                 |
| V – Utting | Ab Spätsommer 1944, 500–600 Männer für Gerberei und Dyckerhoff & Widmann, unter dem Tarnnamen Rudolf II wurden Fertigbauteile für den Innenausbau von Bunker Weingut II erstellt. Möglicherweise war dies die Lagerküche oder Posten von KZ-Außenlager Kaufering X – Utting. Am 14. April 1945 waren 525 Häftlinge interniert. Augenzeuge David Ben Dor war Funktionshäftling in der Schlosserei mit 300 Häftlingen und nannte die Aussichtswarte als Standort. s. a. KZ-Außenlager Kaufering X – Utting.                                                          | Utting am Ammersee Gegend 48° 1′ 10,6″ N, 11° 5′ 20,9″ O                                                                        |
| VI – Türkheim | Ab Oktober 1944. Bis zu 2500 Männer für Messerschmitt AG. Ab Januar 1945, 1000 Frauen waren eingesetzt, um Gräben auszuheben, Unterkünfte zu bauen, aufzuräumen und zu reinigen. | Türkheim 48° 3′ 2,5″ N, 10° 37′ 1,9″ O                                                                                          |
| VII – Landsberg-Erpfting | September 1944 bis April 1945, 2000 bis 3000 Männer, 270 Frauen. Ab Winter 1944/45 als Krankenlager genutzt. Straße zwischen Erpfting und Landsberg, an demontierter Bahnlinie. Am 14. April 1945 waren noch 1375 Häftlinge interniert. Lager-Reste sind erhalten. | Erpfting (Landsberg) 48° 1′ 48″ N, 10° 51′ 8,9″ O                                                                               |
| VIII – Seestall | Ab 22. November 1944 erwähnt, Leonhard Moll Eisenbahn- und Betonbau. Tarnbauten, Kiesgewinnung. Lagerkapazität 900 Personen. Außenlager VIII war eher Fehlplanung, da Kiesschicht nicht mächtig genug. Gearbeitet wurde an Tarnbauten und in der Kiesgewinnung oder in der Landwirtschaft. Im April 1945 wurde dieses Lager nicht mehr aufgeführt. Nutzung des ehemaligen Lager-Geländes für landwirtschaftliche Zwecke. | Seestall (Fuchstal) 47° 57′ 49,2″ N, 10° 51′ 19,3″ O                                                                            |
| IX – Obermeitingen | Ab 14. Oktober 1944 erwähnt, Kapazität 800 Personen. Organisation Todt, Tarnbauten, Kiesgewinnung. Vermutlich aufgebenes Lager, später Quarantäne-Lager für neu ankommende Gefangene. Schlechte Quellenlage. S. a. Lagerlechfeld. Im April 1945 wurde dieses Lager nicht mehr aufgeführt. Später als Kiesgrube genutzt, inzwischen Naherholungs-Baggersee. | Obermeitingen 48° 8′ 14,2″ N, 10° 49′ 47,7″ O                                                                                   |
| X – Utting | Ab 26. September 1944, Bauarbeiten und Firma Kranz, Dykerhoff & Widmann, 400 Männer. Aufbau durch KZ-Häftlinge des Lagers V. Es war ein relativ kleines Lager, die Arbeit erfolgte vor allem im Innenbereich, die Überlebenschancen waren höher als in den anderen Lagern. Am 14. April 1945 dürfte dieses Lager nicht mehr bestanden haben. Mit Wohnhäusern überbaut. | Utting am Ammersee 48° 0′ 53,5″ N, 11° 5′ 14,3″ O                                                                               |
| XI – Landsberg-Stadtwaldhof | Ab Ende Oktober 1944 von KZ-Häftlingen des Lagers II – Igling errichtet, um das überfüllte KZ-Außenlager Kaufering I – Landsberg zu entlasten. Leonhard Moll Eisenbahn- und Betonbau, Holzmann, Held & Francke, 3000 Männer für Bunkerbau „Weingut II“ (später fertiggestellt für heutige Welfen-Kaserne Landsberg). Das Lager bestand aus Erdhütten und Tonflaschenbunkern, mit Funktionsbaracken und Entlausungsbad. Am 14. April 1945 war es mit 2124 Gefangenen belegt.                                                                                        | Landsberg am Lech 48° 2′ 33,3″ N, 10° 50′ 13,6″ O                                                                               |
| Landsberg (Penzing) | Dieses „SS-Arbeitslager Landsberg am Lech“ war nicht der SS-Kommandantur in Landsberg unterstellt. Ab 14. Juli 1944, Dornier-Werke und Messerschmitt AG. Etwa 650 KZ-Häftlinge, davon ungefähr 400 französische Widerstandskämpfer. 350 waren in der Turnhalle im Fliegerhorst Penzing untergebracht, es standen Betten zur Verfügung. Vor Ort gab es keine Misshandlungen oder Morde, doch wurden 232 KZ-Häftlinge wegen Krankheit oder zu Verhören ins KZ Dachau deportiert. Ende April 1945 waren 429 im Lager interniert.                                      | Landsberg am Lech 48° 4′ 43,7″ N, 10° 54′ 14,3″ O                                                                               |

### Brutalisierte Zwangsarbeit an Bauprojekten der drei Großbunker
Der Einsatz der Gefangenen beim Rüstungsprojekt Ringeltaube zur Flugzeugproduktion des Düsenstrahljägers Me 262 wurde nach der Zerstörung Augsburgs und seiner Flugzeugwerke durch alliierte Bomberverbände geplant. Etwa 40 km entfernt wurde mit dem Bau von halb unterirdischen, bombenfesten Großbunkern begonnen. Dies war nicht nur in Augsburg die Behelfslösung, sondern nach den schweren Verlusten durch alliierte Bomberangriffe an zahlreichen Orten des Reiches hatte Adolf Hitler 1944 die Verlegung der gesamten Rüstungsindustrie unter die Erde angeordnet. Um Landsberg sollte der neu entwickelte Typ des strahlgetriebenen Messerschmitt-Jägers Me 262 montiert werden. Es waren drei identische Bauwerke geplant, von denen aber nur noch der Bunker mit dem Codenamen Weingut II in der heutigen Welfen-Kaserne realisiert werden konnte. Das Gewölbe war als bombensichere Schutzkuppel für die eigentlichen Montagehallen konzipiert und hatte eine Länge von 240 m, eine Breite von 83 m und eine Höhe von 30 Metern. Seine Kuppel bestand aus drei Meter dickem Stahlbeton. Darunter kam ein fünfstöckiges Stahlbetongebäude für die Fabrik. Beim Bau wurde eine Aufschüttung von 210.000 Kubikmetern Kies anstelle der üblichen Schalung aus Holz und Metall verwendet. Nach dem Gießen der Betondecke wurde dieser Kies wieder mittels Handarbeit und Kipploren abgebaut (48° 4′ 11,8″ N, 10° 49′ 34,8″ O).
Die Gefangenen wurden ohne Rücksicht auf Leib und Leben eingesetzt. Die Zuteilung von Lebensmitteln war mangelhaft. Nach dem Bericht der Kriegsverbrecher-Untersuchungskommission unter Captain Barnett und den Prozessunterlagen aus dem großen Dachau-Hauptprozess waren die elf Konzentrationslager von Landsberg/Kaufering in Bezug auf die menschenunwürdige Unterbringung, die Verpflegung und die hohe Todesrate die schlimmsten in Bayern. Die Häftlinge nannten diese Lager „Kalte Krematorien“.

“And – the attrition was very very high. And – but there the bodies weren’t burned. They were taken to a site in mass graves, huge mass graves. I don’t think they have ever been found. I wouldn’t be able to find outside Kaufering. And huge mass graves. It’s not very far from the Landberg prison […] And – it was so bad – that – we had a lot of suicides there. People were going into the electric wires. And I remember, that’s the only time I ever saw cannibalism. There was so little food in ’45 there out – in January, February, in March…”

„Und – die Verluste waren sehr, sehr hoch. Und – aber dort wurden die Leichen nicht verbrannt. Sie wurden auf ein Gelände gebracht, in Massengräber, riesige Massengräber. Ich glaube nicht, dass sie jemals gefunden wurden. Ich würde sie nicht finden können, außerhalb von Kaufering. Und riesige Massengräber. Es ist nicht sehr weit vom Landsberger Gefängnis. […] Und – es war so übel – dass – wir hatten dort viele Selbstmorde. Menschen gingen in die Elektrozäune. Und ich erinnere mich, das war das einzige Mal, dass ich jemals Kannibalismus sah. Es gab dort in ’45 so wenig Essen – im Januar, Februar, im März…“

Der KZ-Außenlagerkomplex Kaufering hatte mit seiner neuen Dimension der Brutalisierung weniger die Funktion von Außenlagern des KZ Dachau, sondern war Fortsetzung der Linie des Konzentrationslager Auschwitz, des Konzentrations- und Vernichtungslagers Lublin-Majdanek und weiterer.

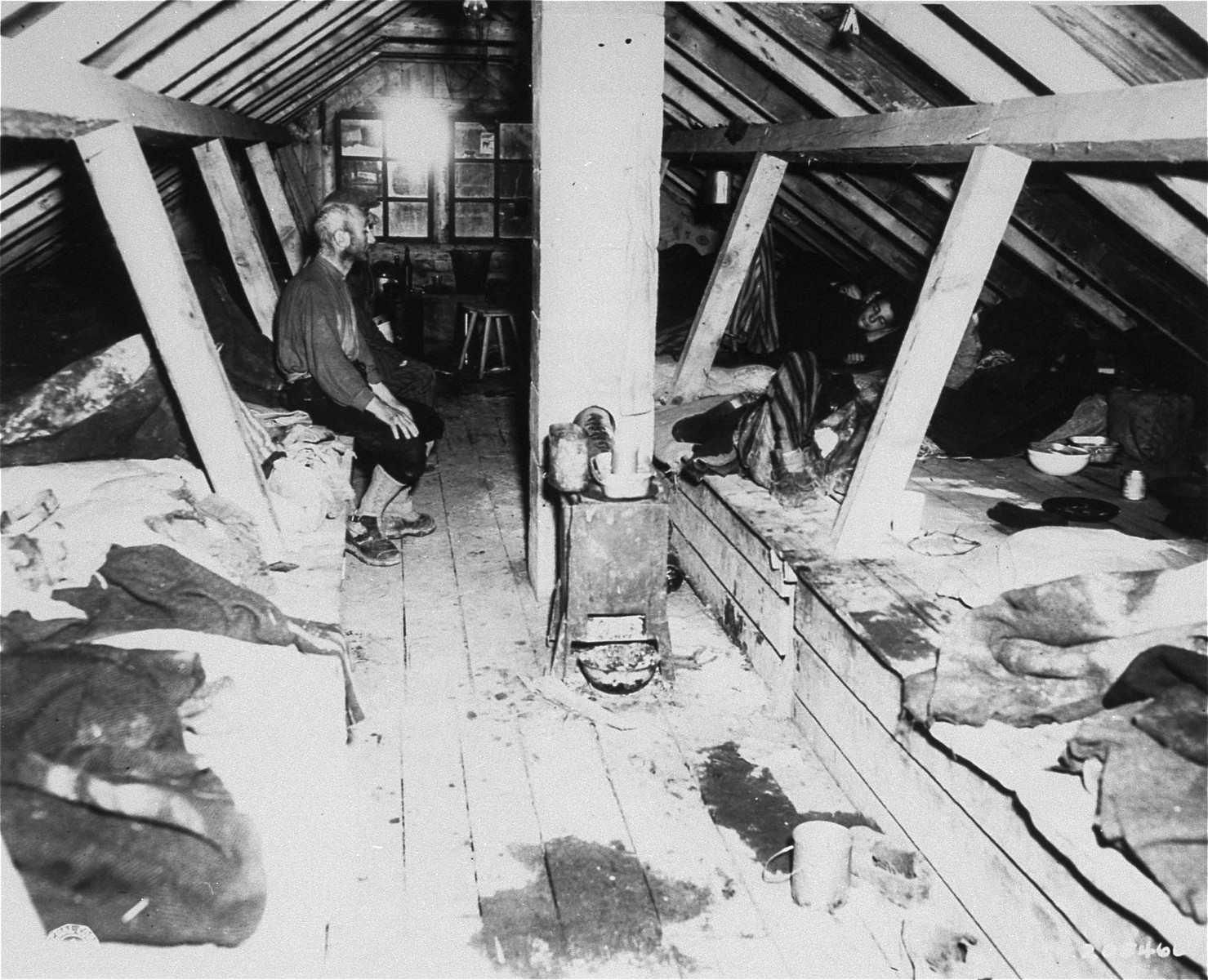
Erdhütte von innen. (Foto: Smith, 29. April 1945. Kaufering IV. United States Holocaust Memorial Museum)

### Unterbringung in Erdhütten
Die zuständige Organisation Todt griff für die Versorgung der Gefangenen auf ihre Erfahrungen aus dem KZ Vaivara zurück. Sie mussten sich für ihre Unterbringung teilweise „Finnenhütten“ aus Sperrholz und spätestens zum Winter Erdhütten errichten. Für die Erdhütten wurde eine Grube ausgehoben, direkt darüber ein Dachgiebel errichtet, der zur Tarnung mit Erde und Gras abgedeckt wurde. Der Schlafplatz bestand aus einem Holzboden mit Stroh. Laut War Crimes Investigation Team waren diese Erdhütten zwölf Meter lang, hatten links und rechts je 1,70 Meter lange Schlafplätze, 62 Inhaftierte waren in einer solchen Hütte interniert.

„Ich [lege] eine Skizze der Erdhütten bei, in denen wir „wohnten?“ „hausten?“ „Unterkunft hatten?“ – das stimmt alles nicht. Wir waren eben nur zeitweilig untergebracht, oder ganz wörtlich, „auf Lager gelegt“. […] Die Länge der Erdhütten betrug ungefähr zwölf Meter, wobei auf jeder Seite […] 25 Häftlinge (zusammen 50), nebeneinander je 45 cm Schlafraum beanspruchen konnten. Da es keine Dicken gab, ging die Rechnung gut auf. Es war zwar schwer, die Beine einzuziehen, aber wenn die ganze Reihe es in dieselbe Richtung hin tat, konnte man es schaffen. Beim Stehen war einem der Kopf genau unterm Giebel eingezwängt und beim Sitzen berührte er oft das Dach.“

Je Erdhütte gab es einen Ofen, doch das reichte für den harten Winter nicht. Die Dächer waren undicht, und Ungeziefer machte sich breit.

### Räumung der Lager und Todesmärsche
Am 14. April 1945 lebten im Lagerkomplex noch 11.934 KZ-Gefangene. Am 17. April kamen fast 2000 Häftlinge aus dem KZ-Außenlager Leonberg des KZ Natzweiler-Struthof hinzu. Diejenigen aus kleinen Lagern waren zum Teil bereits in die größeren verlegt worden. Die Lager sollten zum Kriegsende vollständig geräumt und die am 26. April genannten etwa 10.000 KZ-Häftlinge ins KZ Dachau überführt werden, um sie dort in einer Operation „Wolkenbrand“ mit Gift zu ermorden. Mitte und Ende April 1945 wurden die meisten Gefangenen des KZ-Außenlagerkomplexes Kaufering in Märschen zu Fuß, teils mit der Bahn Richtung Dachau geschickt. Zum Teil wurden die KZ-Häftlinge verschiedener Lager zuvor in größeren Lagern wie Kaufering I – Landsberg zusammengestellt. Viele Dokumente wurden bei den Lager-Räumungen von der SS verbrannt, die Rekonstruktion der Todesmärsche und Transporte bedient sich der vorhandenen Quellen und Aussagen von Zeitzeugen. Gesichert erscheint:
- Über 2000 Häftlinge vom Lager XI – Landsberg-Stadtwaldhof zu Fuß zum KZ-Außenlager München-Allach, am 23. April 1945 über Fürstenfeldbruck, Ankunft am 25. April.[16]
- 1200 Häftlinge, u. a. vom Lager VI – Türkheim zu Fuß nach München-Pasing[1] am 23. April, über Kaufering I – Landsberg. Von dort am 26./27. April Vereinigung mit dem „Todesmarsch von Dachau“, weiter Richtung Alpen.[32]
- Knapp 1500 Gefangene aus Lager Kaufering III – Kaufering zu Fuß[16] zum KZ-Außenlager München-Allach, am 23. oder 24. April, über Fürstenfeldbruck.[32]
- 1500 Häftlinge aus Lager Kaufering I – Landsberg zu Fuß Richtung Dachau und Allach[1], am 24. April, über Emmering und dort Verladung auf einen Bahntransport Richtung Süden.[32]
- Knapp 600 Häftlinge aus Lager Kaufering V – Utting[16] zu Fuß zum KZ Dachau, am 25. April. Von dort weiter nach Waakirchen.[32]
- 300 gehfähige Gefangene am 25. April aus Lager Kaufering IV – Hurlach Richtung Dachau, möglicherweise über Zwischenstation Kaufering I – Landsberg, Ziel kann das KZ-Außenlager München-Allach gewesen sein.[32]
- 2400 Gefangene aus Lager Kaufering IV – Hurlach per Bahn nach Dachau am 25. April, nach Beschuss Rückkehr, um Leichen auszuladen, sowie Aufnahme zusätzlicher
- 1000 Häftlinge aus Kaufering I – Landsberg, und am 26. April Abfahrt Richtung Dachau.[32] Am 27. April Angriff durch Tiefflieger[34], bis zu 1000 Tote auch durch Beschuss fliehender Häftlinge durch die SS. Ankunft von nur noch 1769 lebenden Gefangenen in Dachau.[32]

Wie viele der KZ-Häftlinge die Todesmärsche bei minimaler Verpflegung lebend überstanden, wie viele von der SS liegengelassen, erschossen oder erschlagen wurden, ist nicht überliefert. Der Teil der Häftlinge, die es lebend bis zum KZ Dachau oder KZ-Außenlager Allach schafften, wurde dort am 29. April 1945 befreit. Andere wurden auf weitere Todesmärsche ins Oberland geschickt, unter anderem über Leutstetten und Wolfratshausen – diese Überlebenden konnten erst Anfang Mai 1945 befreit werden.
Das Lager Kaufering IV – Hurlach wurde am letzten Tag vor der Befreiung auf Anordnung von Max Blancke von der SS in Brand gesteckt, etwa 270 Häftlinge in den Erdhütten verbrannt.

### Juristische Aufarbeitung
Max Blancke, der Arzt des Lagerkomplexes, setzte mit seiner Frau seinem Leben selbst ein Ende. Arno Lippmann, Alfred Kramer, Johann Viktor Kirsch und Vinzenz Schöttl, als auch das SS-Führungspersonal des KZ-Außenlagerkomplexes Johann Baptist Eichelsdörfer, Otto Förschner, Walter Langleist und Otto Moll wurden nach einem Gerichtsprozess im Zuge des Dachau-Hauptprozesses Ende Mai 1946 in Landsberg hingerichtet. Johann Schwarzhuber wurde im ersten Ravensbrück-Prozess zum Tode verurteilt und im Mai 1947 hingerichtet. Der ehemalige Kommandant Hans Aumeier wurde von der britischen Armee an Polen ausgeliefert und dort im Krakauer Auschwitzprozess ebenfalls zum Tode verurteilt; das Urteil Anfang 1948 vollstreckt. Heinrich Forster konnte nach Kriegsende untertauchen und entging so der Strafverfolgung.

## KZ-Friedhöfe
Bis Oktober 1944 wurden verstorbene KZ-Häftlinge des KZ-Außenlagerkomplexes Kaufering ins KZ Dachau transportiert und dort verbrannt. Danach wurden sie in Massengräbern verscharrt. Nicht bei allen diesen KZ-Friedhöfen ist die Zahl der Bestatteten bekannt, ebenso wenig die Vollständigkeit der Friedhöfe. Nach dem Krieg gab und gibt es zum Teil Interessen, die Zahlen geringer erscheinen zu lassen. Nicht bei allen KZ-Außenlagern passen daher deren Rahmenbedingungen und Lagerstärken zur Anzahl der am zugehörigen Friedhof genannten Anzahl der Toten. Dargestellt ist der im Jahr 2021 „offiziell“ dokumentierte Stand. Bestehende Begräbnisstellen und Friedhöfe für die Leidtragenden der menschenverachtenden Taten:
| Kurzüberblick – Friedhöfe für Leidtragende des KZ-Außenlagerkomplexes Kaufering · Karte mit allen Koordinaten des Abschnitts KZ-Friedhöfe: OSM | Kurzüberblick – Friedhöfe für Leidtragende des KZ-Außenlagerkomplexes Kaufering · Karte mit allen Koordinaten des Abschnitts KZ-Friedhöfe: OSM | Kurzüberblick – Friedhöfe für Leidtragende des KZ-Außenlagerkomplexes Kaufering · Karte mit allen Koordinaten des Abschnitts KZ-Friedhöfe: OSM | Kurzüberblick – Friedhöfe für Leidtragende des KZ-Außenlagerkomplexes Kaufering · Karte mit allen Koordinaten des Abschnitts KZ-Friedhöfe: OSM | Kurzüberblick – Friedhöfe für Leidtragende des KZ-Außenlagerkomplexes Kaufering · Karte mit allen Koordinaten des Abschnitts KZ-Friedhöfe: OSM                                                                                         |
| KZ-Außenlager… | | KZ-Friedhof… | Beschreibung | Position, Baudenkmal-Nr. |
| --- | --- | --- | --- | --- |
| Kaufering I – Landsberg | | KZ-Friedhof Landsberg am Lech | Friedhof und Gedenkstätte für 600 unbekannte Opfer der nationalsozialistischen Gewaltherrschaft. | Industriegebiet Landsberg, Max-von-Eyth-Straße 8, Hinweisschild zum „KZ-Friedhof“, zwischen Industriebetrieb und Autobahn. 48° 3′ 49,6″ N, 10° 51′ 15,9″ O, D-1-81-130-447.                                                            |
| Kaufering II – Igling Kaufering XI – Landsberg-Stadtwaldhof (Kaufering I – Landsberg)                                                          | alternative Beschreibung | Igling–Stoffersberg–Kiesgrube | Sammelgrab mit 2000 KZ-Todesopfern: Durch Tod zum Leben! Hier ruhen KZ-Opfer | Igling, östl. Buchloer Str. Verkehrskreisel Landsberger Str., Fußweg direkt vom Kreisel 150 m östl., südl. der Buchloer Str. 48° 2′ 51,9″ N, 10° 49′ 13,7″ O, D-1-81-127-21.                                                           |
| Kaufering XI – Landsberg-Stadtwaldhof Kaufering II – Igling                                                                                    | alternative Beschreibung | Igling–Stoffersberg–Wald | 490 KZ-Tote: Durch Nacht zum Licht! Hier ruhen KZ-Opfer | 700 m nordöstl. des Kreisels am KZ-Friedhof Igling–Stoffersberg–Kiesgrube (200 m nördl. von Stoffersberg 4, Igling, im Wald). 48° 3′ 3,8″ N, 10° 49′ 17,2″ O, D-1-81-127-29.                                                           |
| Friedhof für nach der Befreiung Verstorbene Igling (Holzhausen, Magnus-Heim)                                                                   | alternative Beschreibung | KZ-Friedhof Igling (Holzhausen, Magnus-Heim)                                                                                                   | 94 an den Folgen des KZ Verstorbene. | 150 m nördl. des Magnus-Heims rechts (Dammoosweg in Igling, direkt südl. der Singold). 48° 2′ 42,6″ N, 10° 47′ 11,2″ O, D-1-81-127-27.                                                                                                 |
| Kaufering III in Kaufering Kaufering IV – Hurlach                                                                                              | alternative Beschreibung | KZ-Friedhof Kaufering–Süd | Unzählige Tote. Das War Crimes Investigation Team entdeckte in -Süd & -Nord zwei Massengräber mit je 2000–2500 Toten. Durch Nacht und Grauen Davids Stern hat Euch geführt zu Gott dem Herrn – Hier ruhen ungezählte Opfer des KZ-Lagers Kaufring                                                         | Auf der Augsburger Str. (LL 20) Richtung Augsburg etwa 1,5 km nördl. des Ortsausgangs von Kaufering rechts, 200 Meter südwestl. der Staustufe 18 des Lechs. 48° 6′ 45,8″ N, 10° 51′ 32,2″ O, D-1-81-128-22.                            |
| Kaufering III in Kaufering Kaufering IV – Hurlach Friedhof für weitere in der Umgebung geborgene Tote                                          | | KZ-Friedhof Kaufering–Nord | Unzählige Tote. Das War Crimes Investigation Team entdeckte 1945 in -Süd & -Nord zwei Massengräber mit je 2000–2500 Toten, zudem: Hier ruhen 48 unbekannte grossenteils wohl jüdische KZ-Tote, die 1973 in der Umgebung geborgen werden konnten.                                                          | Vom KZ-Friedhof Kaufering–Süd, daran vorbei 100 m geradeaus (nicht beschildert). 48° 6′ 48″ N, 10° 51′ 32,7″ O, D-1-81-128-22. |
| Kaufering IV – Hurlach | alternative Beschreibung | KZ-Friedhof Hurlach | Für die bei der Befreiung aufgefundenen herum liegenden Toten im und um das Lager, angelegt durch die amerikanische Armee: „Ihr zoget durch ein Meer von Leid“ – 360 KZ-Opfern. | Friedhof des Holocaust vom 27. April 1945, direkt südl. des ehemaligen KZ-Lagerbereichs (700 m westl. von Kolonie Hurlach 66, Kaufering – 500 m nördl. des Ortsausgangs von Kaufering). 48° 6′ 9,8″ N, 10° 50′ 42,9″ O, D-1-81-126-12. |
| Kaufering VI – Türkheim | alternative Beschreibung | KZ-Friedhof Türkheim | 84 KZ-Todesopfer: 1944/45 – Wir mahnen – Die Opfer… | 1 km nördl. des Bahnhofs Türkheim (Doktor-Viktor-Frankl-Weg 99). 48° 3′ 13,1″ N, 10° 36′ 46,4″ O, D-7-78-203-57. |
| Friedhof für nach der Befreiung Verstorbene Bad Wörishofen von Kaufering VI – Türkheim                                                         | alternative Beschreibung | KZ-Friedhof Bad Wörishofen | 34 KZ-Todesopfer: Hier ruhen die Opfer des blutigen Naziregimes – Ehre ihrem Andenken – Das jüdische Komitee Bad Wörishofen im Mai 1945. | Städtischer Friedhof Bad Wörishofen, St.-Anna-Straße 6. 48° 0′ 5,6″ N, 10° 35′ 43,5″ O |
| Kaufering VII – Landsberg-Erpfting | | KZ-Friedhof Landsberg-Erpfting | 2000 KZ-Todesopfer: Befiehl dem Herrn Deine Wege! Er wird Deine Gerechtigkeit hervorbringen wie das Licht und Dein Recht wie den Mittag. 37. Psalm Davids Den Opfern des KZ-Lagers Erpfting zum Gedenken errichtet im Jahre 1950                                                                          | An der Abzweigung Stadtteil Landsberg–Erpfting, Erpftinger Str., 1 km östl. des Kreisverkehrs (südl. der Maria-Eich-Kapelle). 48° 1′ 34,5″ N, 10° 50′ 40,1″ O, D-1-81-130-445.                                                         |
| Kaufering VIII – Seestall | alternative Beschreibung | Seestall (Fuchstal) | Massengrab mit mindestens 22 KZ-Todesopfern: Wir waren Juden – das war unsere Schuld. | 750 m östl. des Ortsausgangs von Seestall, im Wald am Ufer des Lechs (Wegweiser von der Bundesstraße 17 „KZ-Gedenkstätte“). 47° 57′ 48,1″ N, 10° 52′ 44,9″ O, D-1-81-121-62.                                                           |
| Kaufering IX – Obermeitingen | | Obermeitingen | unbekannt | Ort unbekannt |
| Kaufering X – Utting Kaufering V – Utting | alternative Beschreibung | KZ-Friedhof Utting am Ammersee | Hier ruhen unsere 27 Brüder, die vom Naziregime durch Hunger und Pein zu Tode gequält wurden – Die restgeretteten Schaulener Landsleute. | Südl. Ortsausgangs von Utting, rechts an Schönbachstr. 17 vorbei, nach 150 m im Wald. 48° 0′ 50,7″ N, 11° 5′ 10″ O, D-1-81-144-30. |
| Friedhof für Opfer des Transportzuges zum KZ Dachau bei Schwabhausen                                                                           | alternative Beschreibung | Schwabhausen (Weil) | Drei Sammelgräber mit etwa 130 Todesopfern der NS-Gewaltherrschaft. hebräisch: לאות זכרון כל עין עובר תרמע, וכל לב נמס, ושאול ישאל, מה הציון הלז אשר אתה רואה זו היא עצמות קדושים וטהורים אשר אחרי עינוים קשים הומתו ביום השחרור י״ד אייר שנת תש״ה תּנצב״ה (s. Foto)                                       | Südsüdwest-Ecke Schwabhausen, vor Eisenbahnunterführung rechts, 350 m zum „KZ-Friedhof“ (nördl. des Bahndamms). 48° 6′ 8,3″ N, 10° 58′ 26,5″ O, D-1-81-145-42.                                                                         |
| Friedhof für nach der Befreiung Verstorbene Eresing (St. Ottilien)                                                                             | alternative Beschreibung | KZ-Friedhof Eresing (St. Ottilien) | 76 KZ-Todesopfer, viele Kinder, Sammelgrab mit 46 KZ-Todesopfern: Durch Hass erniedrigt – durch Leid geadelt. | 2,5 km östl. von Eresing, Südost-Ecke von St. Ottilien, im christlichen Friedhof der Mönche des Klosters, in der nordöstl. Ecke. 48° 5′ 39,7″ N, 11° 2′ 52,3″ O, D-1-81-118-19                                                         |
| Aufgelöste KZ-Friedhöfe | alternative Beschreibung | Aufgelöste KZ-Friedhöfe, nun meist Waldfriedhof Dachau, teils Sammel-KZ-Friedhof Flossenbürg                                                   | 67 KZ-Todesopfer auf acht Friedhöfen wurden bis in die 1960er Jahre zum Teil auf den Waldfriedhof in Dachau umgebettet, alle Grabstellen aufgelöst: Egling, Holzhausen Flüchtlingsfriedhof, Holzhausen Dorffriedhof, Landsberg Städtischer Friedhof, Landsberg Siemensstr., Ramsach und Stoffersberg Süd. | Diverse Orte |

## Zentrale Gedenkstätte
Erst in den 1970er und 1980er Jahren entstanden durch Einzelpersonen, darunter auch ehemalige Häftlinge, Initiativen zur Dokumentation der Lagergeschichten und zum Erhalt der teilweise noch vorhandenen Überreste. Für viele der KZ-Außenlager im Landkreis Landsberg am Lech war besonders das Engagement des Gymnasiallehrers Anton Posset bedeutsam, der sich seit 1975 intensiv mit der geschichtlichen Aufarbeitung des KZ-Außenlagerkomplexes Kaufering beschäftigte und 1983 die Bürgervereinigung Landsberg im 20. Jahrhundert gründete. Seit 1983 baut die Bürgervereinigung Landsberg im 20. Jahrhundert einen Gedenk- und Erinnerungsort, die Europäische Holocaustgedenkstätte in Landsberg, auf dem ehemaligen Gelände des KZ-Außenlager Kaufering VII – Erpfting, auf. Dort wurden im Laufe von 14 Jahren ab 1993 Gedenksteine von 10 europäischen Staatsoberhäuptern in Gedenken an deren Opfer errichtet. Eine Informationstafel wurde 1996 mit der Unterstützung des Europäischen Ausschusses „Gegen Rassismus und Faschismus“ des Europäischen Parlamentes der Europäischen Kommission entwickelt und auf dem Grundstück aufgestellt. Damit befindet sich die aktuelle Gedenkstätte seit 1987 in freier Trägerschaft und wird ehrenamtlich mittels Spenden betreut. Jährlich werden seit der Gründung der Bürgervereinigung Landsberg im 20. Jahrhundert 1983 auf dem Gelände Gedenkveranstaltung am 9. November, dem Jahrestag der Reichspogromnacht, und am 27. April, Tag der Befreiung des KZ-Außenlagerkomplexes Kaufering durch die amerikanisch-französische Armeeeinheiten, Gedenkfeiern abgehalten. Zusätzlich wurden Veranstaltungen zum 27. Januar, Internationaler Holocaust-Gedenktag, zur „Woche der Brüderlichkeit“ oder dem „Tag des offenen Denkmals“ abgehalten.
Auf Basis der von Anton Posset 1993 erneut entdeckten Fotografien von Johann Mutter und dem Vorschlag von Anton Posset wurde 1996 des Todesmarschdenkmal in Landsberg an der neuen Bergstrasse, dem Ort, an dem Johann Mutter den Todesmarsch von Häftlingen durch die Stadt Landsberg dokumentieren konnte, errichtet. Dieses Denkmal, gestaltet vom Landsberger Künstler Heinz Skudlik, der Stadt Landsberg, dient seit 1996 immer wieder als Ort für Gedenkveranstaltungen der Stadt Landsberg.
Seit 2011 ist für die Stadt Landsberg und die Gemeinde Kaufering der zentrale Gedenkort Weingut II. In diesem Jahr wurde die Gedenkarbeit der Bundeswehr zur offiziellen militärgeschichtlichen Sammlung "Erinnerungsort Weingut II" erklärt.

## Exkurs – Anzahl der KZ-Toten, Häftlinge und Überlebenden
1949 war es das ehemalige NSDAP-Mitglied Paul Winkelmayer, CSU-Stadtratsfraktionsvorsitzender sowie Redakteur der „Landsberger Nachrichten“, der versuchte, die Zahl der Toten möglichst kleinzureden. Die Stadt Landsberg führte damals eine Untersuchung durch und wollte die Zahl der Toten auf 6000 festlegen, indem sie die Befragten nach „Jude“ und „Nichtjude“ einteilte, die Angaben von ehemaligen Häftlingen anzweifelte und nach unten korrigierte, sowie manche Gruppen von Toten des Lagerkomplexes ausdrücklich nicht mitzählte. Relevante Dokumente des Aktes „Judenfriedhöfe (KZ-Friedhöfe) 8.5.1944–1946“ blieben dabei offiziell außer Acht.
Man einigte sich 1949 schließlich zwischen allen Beteiligten auf die Zahl von 14.500 Toten.

„Mögen Sie feststellen, was Sie wollen, Sie können nicht bestreiten, dass tausende unschuldige Menschen umgebracht worden sind und wie Hunde verscharrt wurden.“

Auf den KZ-Friedhöfen in und um Kaufering sind nach offiziellen Angaben etwa 10.000 bis 11.000 KZ-Todesopfer aus dem KZ-Außenlagerkomplex bestattet, von denen über 6000 namentlich konkret zugeordnet werden können – ein Großteil wird für immer unbekannt bleiben. Es gibt weitere Grabstellen, aufgelöste wie nicht gefundene. So wurden bis in die 1960er Jahre Verstorbene z. B. auf den Waldfriedhof Dachau umgebettet, 1973 weitere KZ-Todesopfer bei Bauarbeiten gefunden. Zu diesen vor Ort Bestatteten kommen die bis Oktober 1944 Verstorbenen, die ins KZ Dachau abtransportiert wurden, um dort im Krematorium verbrannt zu werden. Mindestens 1300 vor Nahrungsmangel und unhygienischer Zustände erkrankte, halbtote KZ-Häftlinge wurden im September und Oktober 1944 nachweislich zur Ermordung ins KZ Auschwitz deportiert – nach höchstens drei bis vier Monaten vor Ort. Hinzu kommen die bei Unfällen in die Bunkerverschalung des Weingut II gefallenen KZ-Häftlinge, die im noch flüssigen Beton starben und deren sterbliche Überreste dort bis heute verblieben sind. Die Sterblichkeit bei den Frauen war höher als bei den Männern, sie lag bei fast 50 Prozent. So blieben allein 1292 weibliche Gefangene sogar weniger als vier Wochen in diesem Lagerkomplex, bevor sie als arbeitsunfähig selektiert wurden. Unbekannt ist zudem die Anzahl der KZ-Häftlinge, die bei den Räumungs-Transporten und Todesmärschen ums Leben kamen, diese ließ man meist am Straßenrand liegen.
Die Kapazitäten der elf KZ-Außenlager – durch die Anzahl der Hütten und Baracken aus Luftbildern gut bestimmbar – waren insgesamt für eine gleichzeitige Belegung mit mehr als 22.300 KZ-Häftlingen ausgelegt. Nicht alle Außenlager waren durchgehend und voll belegt, viele der unzähligen ums Leben gebrachten Häftlinge wurden durch jene aus neuankommenden Transporten ersetzt. Der luxemburgische KZ-Häftling Priester Jules Jost (Nr. 50272), von der SS als Schreiber eingesetzt, zählte vom 18. Juni 1944 bis 9. März 1945 insgesamt 28.838 ankommende KZ-Häftlinge im KZ-Außenlagerkomplex Kaufering, die in seiner offiziellen Lagerregistratur aufgenommen wurden, und die er für sich selbst parallel mitschrieb. Anschließend kamen nachweislich mindestens sechs weitere Transporte an.
Die Organisation Todt zählte am 14. April 1945 im KZ-Außenlagerkomplex Kaufering noch 11.934 lebende KZ-Gefangene, vor Beginn der Lager-Räumungen und Todesmärsche. Wie viele KZ-Häftlinge des KZ-Außenlagerkomplexes Kaufering das Kriegsende lebend überstanden haben, ist nicht überliefert.
Die SS-Führung des KZ-Außenlagerkomplexes hatte zum Kriegsende einen Großteil der Spuren verbrannt, die Kriegsgeneration weitere verwischt, manche Wahrheit lässt sich noch unentdeckt in Archiven und unter der Erde finden. Was bleibt, ist die Sicherheit, wie viele KZ-Häftlinge mindestens im KZ-Außenlagerkomplex Kaufering interniert wurden, wie viele Verstorbene namentlich bekannt sind, wie viele mindestens begraben sind und wie viele Mitte April 1945 wohl noch am Leben waren. Die Forschungen der Wissenschaft bilden diesen gesicherten Bereich konservativ ab. Gesichert ist auch, dass die damalige Regierung mit ihren Bediensteten ihr Konzept Vernichtung durch Arbeit bis 1945 konsequent und „erfolgreich“ planerisch wie praktisch umsetzte und zeigte, wozu Menschen gemeinsam fähig sind.

## Film
- United States Holocaust Memorial Museum: Oral history interviews. In: Film, Audio and Video / Testimony. ushmm.org, abgerufen im September 2021 (englisch, 41 meist mehrstündige Zeitzeugen-Interviews von 1984 bis 2019 mit Passagen über Kauferinger Lager, u. a. explizit Lager I-V, X (nicht alle Zeitzeugen können das exakte Lager benennen), Sprachen: englisch, hebräisch.).
- Olin, United States, Army, Signal Corps: Landsberg camp and burials. (35 mm s/w über Betacam SP NTSC auf MP4, ohne Ton, Länge 7:57 Minuten) ushmm.org, United States Holocaust Memorial Museum, 29. April 1945, abgerufen am 7. September 2021 (englisch, Accession Number 1994.119.1, RG Number RG-60.2261, Film ID 837, Source Archive Number 111 ADC 4182, Timecode 03:01:12:00 – 03:09:09:00, über Zustand nach Befreiung und Bestattungen KZ-Außenlager Kaufering IV – Hurlach).